# محمد سعيد فارولي
محمد سعيد محمد فارولي (بالصومالية: Maxamed Siciid Maxamed Faroole)‏ (بالإنجليزية: Mohamed Said Mohamed Farole)‏؛ هو سياسي صومالي ووزير حالي في وزارة التخطيط والتنمية الاقتصادية والتعاون الدولي في أرض البنط في 23 سبتمبر 2022.

## حياته الشخصية
ولد فارولي في جروي في 21 يونيو 1973. وهو ابن عم رئيس أرض البنط في السابق عبد الرحمن محمد محمود فارولي ويرتبط بعائلة فارولي. ينحدر من عيسى محمود وهو جزء من عشيرة ماجرتين.

## المهنية والتعليم

### التعليم
حصل فارولي على درجة البكالوريوس في العلوم الطبية من جامعة لا تروب ، ملبورن (1996-1999). حصل لاحقًا على درجة الماجستير في الصحة العامة (2001-2003) من جامعة موناش ودبلوم في الصحة العامة في عام 2000. بالإضافة إلى ذلك، فهو حاصل على درجة الماجستير في التنمية الدولية والمجتمعية من جامعة ديكين.

### حياته المهنية
في الفترة عامين 2004-2005، شغل فارولي منصب مدير الصحة العامة في أرض البنط ، حيث عرض خبرته في قطاع الرعاية الصحية. كما قاد أيضًا مشاريع الصندوق العالمي في أرض البنط ، وساهم في المبادرات الصحية الإقليمية، وتمثلت مسيرته المهنية في إطلاق خطة تنمية مدتها خمس سنوات في أرض البنط، مع التركيز على رؤية استراتيجية للتقدم طويل المدى في المنطقة، وقام بتنسيق تقييم الاحتياجات المشتركة (JNA) للبنك الدولي وبرنامج الأمم المتحدة الإنمائي بالتعاون بين المنظمات الدولية.
لعب فارولي دورًا كبيرا في القطاع غير الحكومي. شارك في تأسيس جامعة ولاية بونتلاند (PSU) وعمل كمنسق لمنظمة كالو غير الحكومية.
كان فارولي عضوًا في مجلس إدارة الصندوق الإنساني المشترك (CHF) من عام 2011 إلى عام 2013، وهو الصندوق السابق الصندوق الإنسانية للصومال (SHF). للجهود الإنسانية من خلال عضويته السابقة في الفريق القطري الإنساني في الصومال (HCT) في عام 2014. بالإضافة إلى ذلك ، قدم مساهمات في المجلس الاستشاري للصحة في الصومال والمجموعة الاستشارية الاستراتيجية في الصومال.

## وزير التخطيط
في 23 سبتمبر 2022. تولى رئيس أرض البنط سعيد عبد الله دني بالمنصب للوزارة التخطيط والتنمية الاقتصادية والتعاون الدولي.